# Hidryta fuciventris
Hidryta fuciventris là một loài tò vò trong họ Ichneumonidae.